# Gara Cluj-Napoca Est
Gara Cluj-Napoca Est este o stație de cale ferată care deservește municipiul Cluj-Napoca, România.